# 新北市淡水區淡水國民小學
新北市淡水區淡水國民小學，簡稱淡水國小，是位於新北市淡水區中山路的公立國民小學，前身為淡水國語傳習所，創立於1896年9月7日，為新北市的百年老校之一。

## 歷史
淡水國小前身為淡水國語傳習所，設立於1896年（明治29年）9月7日，校址初設街東義應宮。:79
1898年（明治31年）10月1日，改制為滬尾公學校。:108-109同年，遷移至現址。1911年（明治44年），改名為淡水公學校。
1941年（昭和16年）4月1日，全臺公學校、小學校改制為國民學校，本校為避免與原淡水尋常高等小學校（戰後廢校，原址今為新北市立淡水國民中學）同名，改稱為淡水東國民學校。
1945年（民國34年）第二次世界大戰日本戰敗後，國民政府接收臺灣。1946年9月，本校改稱為臺北縣淡水鎮淡水國民學校。
1968年（民國57年）8月1日，因應實施九年國民教育，改稱為臺北縣淡水鎮淡水國民小學。2010年12月25日，因應臺北縣改制為新北市，本校改稱為新北市淡水區淡水國民小學。

## 歷任校長

### 日治時期
日治時期歷任校長如下：:73
| 任別     | 姓名       | 到任日期                 |
| -------- | ---------- | ------------------------ |
| 第一任   | 原田吉太郎 | 1898年10月1日            |
| 第二任   | 大島丑三郎 | 1898年11月12日           |
| 第三任   | 森武三     | 1900年7月19日            |
| 第四任   | 迫田茂     | 1901年10月1日            |
| 第五任   | 小竹德吉   | 1907年4月20日            |
| 第六任   | 後藤吉人   | 1910年5月31日            |
| 第七任   | 石原靜三   | 1911年3月31日            |
| 第八任   | 齊藤利司   | 1920年9月30日            |
| 第九任   | 岡部克已   | 1928年4月1日             |
| 第十任   | 山田金盛   | 1931年3月31日            |
| 第十一任 | 新井末吉   | 1932年1月14日            |
| 第十二任 | 松田常己   | 1934年3月31日-1945年10月 |

### 民國時期
民國時期歷任校長如下：
| 任別     | 姓名   | 到任日期          |
| -------- | ------ | ----------------- |
| 第一任   | 洪炳南 | 1945年11月        |
| 第二任   | 鄭嘉昌 | 1962年1月3日      |
| 第三任   | 曾震言 | 1969年9月18日     |
| 第四任   | 吳啟南 | 1975年1月23日     |
| 第五任   | 陳淑女 | 1981年8月5日      |
| 第六任   | 陳榮昌 | 1990年8月29日     |
| 第七任   | 蕭憲誠 | 1999年8月1日      |
| 第八任   | 張榮輝 | 2005年8月1日      |
| 第九任   | 林元紅 | 2009年8月1日      |
| 第十任   | 連進福 | 2012年7月         |
| 第十一任 | 王逸修 | 2016年7月         |
| 第十二任 | 吳惠花 | 2018年7月（現任） |

## 知名校友
知名校友如下：:76-77
- 杜聰明：臺灣史上首位醫學博士，首位臺灣籍的臺灣大學醫學院院長和代理校長，高雄醫學院（今高雄醫學大學）創辦人
- 施乾：愛愛寮（今臺北市私立愛愛院）的創辦人，被喻為「臺灣的史懷哲」
- 李登輝：首位出生且成長於臺灣的中華民國總統
- 王昶雄：《阮若打開心內的門窗》作詞人

## 外部連結
- 新北市淡水區淡水國民小學官網 （页面存档备份，存于）